# 詹姆斯敦 (密蘇里州)
詹姆斯敦（英語：Jamestown）是位於美國密蘇里州莫尼托縣的村。

## 人口
根據2020年美國人口普查的數據，詹姆斯敦的面積為2.61平方千米，當中陸地面積為2.59平方千米，而水域面積為0.02平方千米。當地共有人口330人，而人口密度為每平方千米126人。